# اسپانیش ولی (یوتا)
اسپانیش ولی (به انگلیسی: Spanish Valley) یک منطقهٔ مسکونی در ایالات متحده آمریکا است که در شهرستان سن‌خوآن، یوتا واقع شده‌است. اسپانیش ولی ۳۶٫۹ کیلومتر مربع مساحت و ۱۸۱ نفر جمعیت دارد و ۱٬۴۶۳ متر بالاتر از سطح دریا واقع شده‌است.